# The Linked Ring

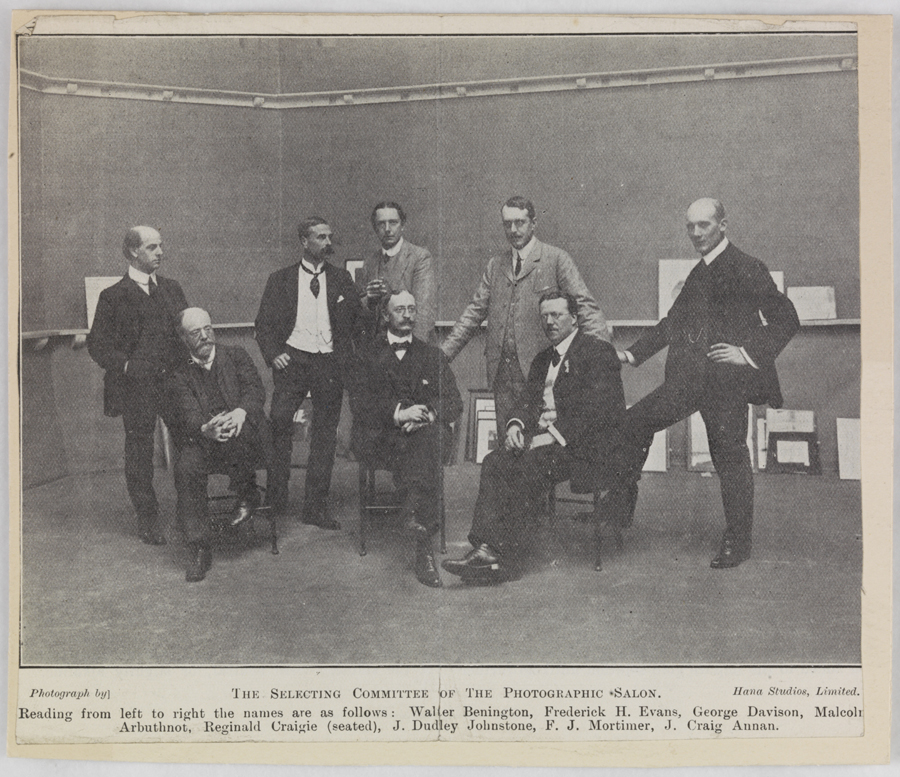
Výběrová komise fotografického salónu Linked Rin: Walter Benington, Frederick H. Evans, George Davison, Malcolm Arbuthnot, Reginald Craigie (sedící), J. Dudley Johnstone [sic], F. J. Mortimer, J. Craig Annan.

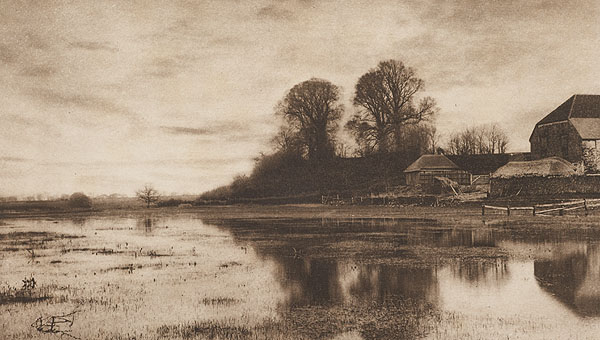
J.B.B. Wellington: Eventide

The Linked Ring Brotherhood (nebo Brotherhood of the Linked Ring) byl fotografický spolek založený ve Velké Británii v roce 1892. K jeho zakladatelům Georgeovi Davisonovi a H. P. Robinsonovi se přidala řada významných fotografů nejen britských, ale také z dalších zemí Evropy a ze Spojených států. Členy spolku se stali například Frederick Henry Evans, Hugo Henneberg, Paul Martin, Alfred Stieglitz, Frank Meadow Sutcliffe, Henry Van der Weyde, Alfred Horsley Hinton nebo Clarence Hudson White.

## Historie
Impulsem k založení spolku byly rozpory mezi přívrženci „čisté“ fotografie s ostrou kresbou a přirozenou tonalitou a zastánci tvořivé umělecké fotografie, kteří opustili anglickou Fotografickou společnost a založili The Linked Ring Brotherhood. Secesní a impresionistické piktorialistické fotografie svých členů i jiných autorů spolek prezentoval na mezinárodních výstavách. Členem spolku byl zvolen také průkopník hlubotiskové techniky James Craig Annan.
Skupina byla založena v květnu 1892, Henry Peach Robinsonem, bývalým členem Photographic Society Georgem Davisonem a Henrym Van der Weydem.
V roce 1892 dostal nabídku stát se členem spolku James Booker Blakemore Wellington. Jako jeden z prvních francouzských fotografů byl v roce 1894 přijat do klubu René Le Bègue (1857 – 1914).
V roce 1902 byla do spolku přijata Mary Devensová. Členem byl také Frederick Hollyer.
Skupina měla vliv také na piktorialistický spolek Sydney Camera Circle, který založil australský fotograf Harold Cazneaux 28. listopadu 1916.
The Linked Ring Brotherhood zanikl v roce 1910.